# Варзоб (футбольний клуб)
Футбольний клуб «Варзоб» (Душанбе) або «Варзоб» (тадж. Клуби футболи «Варзоб» (Душанбе)) — таджицький професіональний футбольний клуб з міста Душанбе. 

## Історія
Команда створена в 1996 році польовим командиром Сухробом Касимовим, генерал-майором, керівником одного з підрозділів МВС Таджикистану.
Перші два сезони клуб грав у першості міста. У 1998 році команда заявилася для участі в чемпіонаті Таджикистану (для заявки досить було оплатити грошовий внесок). При цьому в команду запросили провідних футболістів із «Вахша», «Регару», «Паміру». У підсумку, «Варзоб» без особливих проблем виграв і чемпіонат країни, і Кубок у перший же сезон.
Чемпіоном команда залишалася і наступні 2 роки - в 1999 і 2000. Основні успіхи клубу пов'язані з провідним тренером Таджикистану - Шаріфом Назаровим.
Після 2001 року команда стала поступово розвалюватися. Спочатку змінила назву на «БДА», а 2005 року знялася з чемпіонату.
Нині грає в чемпіонаті Душанбе.

## Досягнення
- Чемпіонат Таджикистану
  -  Чемпіон (3): 1998, 1999, 2000

- Кубок Таджикистану
  -  Володар (1): 1999
  -  Фіналіст (1): 2001

## Статистика виступів у національних чемпіонатах
| Сезон | Ліга | Ліга | Ліга | Ліга | Ліга | Ліга | Ліга | Ліга | Ліга | Кубок Таджикистану | Бомбардир    | Бомбардир |
| Сезон | Див. | Міс. | Іг.  | В    | Н    | П    | ЗМ   | ПМ   | О    | Кубок Таджикистану | Ім'я         | В лізі    |
| ----- | ---- | ---- | ---- | ---- | ---- | ---- | ---- | ---- | ---- | ------------------ | ------------ | --------- |
| 1998  | 1-ий | 1    | 22   | 17   | 5    | 0    | 57   | 17   | 56   | Переможець         |              |           |
| 1999  | 1-ий | 1    | 22   | 18   | 3    | 1    | 83   | 9    | 57   | Переможець         | Ораз Назаров | 27        |
| 2000  | 1-ий | 1    | 34   | 27   | 6    | 1    | 111  | 22   | 87   |                    | Ашурмамадов  | 17        |
| 2001  | 1-ий | 4    | 18   | 9    | 4    | 5    | 39   | 26   | 31   |                    |              |           |
| 2002  | 1-ий | 5    | 22   | 13   | 3    | 6    | 60   | 37   | 42   |                    | Фузаілов     | 26        |
| 2003  | 1-ий | 8    | 30   | 17   | 2    | 11   | 57   | 39   | 53   |                    |              |           |
| 2004  | 1-ий | 5    | 36   | 15   | 7    | 14   | 65   | 56   | 52   |                    |              |           |

## Виступи на континентальних турнірах
| Сезон     | Змагання             | Раунд        | Клуб                    | Вдома | На виїзді | Загалом |
| --------- | -------------------- | ------------ | ----------------------- | ----- | --------- | ------- |
| 1999–2000 | Кубок чемпіонів Азії | Перший раунд | КАГ-Динамо-МВС (Бішкек) | 4–0   | 1–1       | 5–1     |
| 1999–2000 | Кубок чемпіонів Азії | Другий раунд | Іртиш                   | 0–4   | 0–1       | 0–5     |
| 2000–01   | Кубок чемпіонів Азії | Перший раунд | Дустлик                 | т.п.1 |           |         |
| 2000–01   | Кубок чемпіонів Азії | Другий раунд | Іртиш                   | 1–4   | 2–3       | 3–7     |

1 Дустлик не з'явився на перший матч в Душанбе через громадянську війну в Таджикистані; вони були дискваліфіковані зі змагань і оштрафовані на $ 10 000.

## Відомі гравці
- Алієр Ашурмамадов
- Оділ Іргашев
- Рустам Хояєв
- Денис Кнітель
- Олександр Муканін
- Тохірджон Мумінов
- Ораз Назаров
- Сухроб Хамідов

## Відомі тренери
- Шаріф Назаров (1999?–01?)